# Jove
Jove (рус. Джов; настоящее имя — Константин Александрович Казаков, псевдоним — Ладанин, (укр. Костянтин Олександрович Казаков); род. 12 июня 1986, Одесса, Украинская ССР, СССР) — видеоблогер, летсплейщик и стример. Создатель и владелец YouTube-канала «Jove».

## Блогинг
В 2013 году был принят в российский киберспортивный клуб Virtus.pro.
22 марта 2013 года принял участие в киберспортивном турнире Techlabs Cup, который получил статус 5-го по величине в мире среди киберспортивных турниров.
В 2014 году принял участие в выставке Игромир 2014.
26 июля 2014 года в Минске принял участие в турнире LAN-финал Wargaming.net League (WGL) по World of Tanks.
В 2017 году Константин вошел в состав «Совета блогеров» в Государственной думе России.
Зимой 2021 года участвовал в одном из самых масштабных событий в игре World of Tanks — «Битва блогеров». Хотя Jove не прошёл отборочный этап, но оказал огромную поддержку команде Дмитрия Палащенко и Максима Мазеина.
Осенью 2021 года Константин и его команда (LeBwa, TheAnatolich, BEOWULF422, Flaber, Inspirer, DeSeRtod) одержали победу в «Турнире Блогеров».
В декабре 2021 года телеканал «РБК» взял интервью у Константина. Поводом послужило задержание создателя читов Андрея Кирсанова, который нанёс ущерб компаннии Wargaming более чем на 670 миллионов российских рублей.

## Рейтинги и награды
На март месяц 2021 года, по данным Российского Исследовательского Агентства Блогеров, Константин занимает 13-е место в рейтинге видеоблогеров.